# NGC 6083
NGC 6083 est une galaxie spirale barrée située dans la constellation d'Hercule. Sa vitesse par rapport au fond diffus cosmologique est de 9 400 ± 6 km/s, ce qui correspond à une distance de Hubble de 138,6 ± 9,7 Mpc (∼452 millions d'al). NGC 6083 a été découverte par l'astronome français Édouard Stephan en 1876.
L'image obtenue des données du relevé SDSS (voir l'encadré ci-contre à droite) montre nettement la présence d'un barre au centre de cette galaxie ainsi qu'un anneau. La classification de spirale barrée préconisée par la base de données HyperLeda semble mieux décrire NGC 6083.
NGC 6083 présente une large raie HI. Selon la base de données Simbad, NGC 6083 est une galaxie LINER, c'est-à-dire une galaxie dont le noyau présente un spectre d'émission caractérisé par de larges raies d'atomes faiblement ionisés.